# Kvalspelet till europamästerskapet i volleyboll för damer 2023
Kvalspelet till europamästerskapet i volleyboll för damer 2023 genomfördes 20 augusti till 11 september 2022. I kvalet deltog 24 landslag från CEV:s medlemsförbund, varav tretton kvalificerade sig för  EM 2023.

## Regelverk

### Format
Kvalspelet genomfördes i gruppformat med sex grupper om fyra lag. De två främsta i varje grupp kvalificerade sig för EM 2023.

### Rankningskriterier
Om slutresultatet blev 3–0 eller 3–1 tilldelades 3 poäng till det vinnande laget och 0 till det förlorande laget, om slutresultatet blev 3–2 tilldelades 2 poäng till det vinnande laget och 1 till det förlorande laget. 
Rankningsordningen i serien definierades utifrån:
- Antal vunna matcher
- Poäng
- Kvot vunna / förlorade set
- Kvot vunna / förlorade poäng.
- Inbördes möte(n)

## Deltagande lag
| - Österrike - Azerbajdzjan - Bosnien och Hercegovina - Cypern - Kroatien - Danmark - Färöarna - Finland | - Georgien - Grekland - Island - Israel - Lettland - Montenegro - Norge - Portugal | - Tjeckien - Rumänien - Slovakien - Slovenien - Spanien - Schweiz - Ukraina - Ungern |

## Turneringen[3]
| Grupp A  | Grupp B    | Grupp C  | Grupp D      | Grupp E   |
| -------- | ---------- | -------- | ------------ | --------- |
| Kroatien | Finland    | Cypern   | Österrike    | Danmark   |
| Färöarna | Island     | Portugal | Azerbajdzjan | Lettland  |
| Israel   | Montenegro | Ukraina  | Georgien     | Slovakien |
| Rumänien | Tjeckien   | Ungern   | Slovenien    | Spanien   |

| Grupp F                 |
| ----------------------- |
| Bosnien och Hercegovina |
| Grekland                |
| Norge                   |
| Schweiz                 |

### Grupp A

#### Resultat
| 21 augusti 2022 Nastavno-Sportska DGV, Osijek Speltid: 0h:54 - Åskådare: 520     | Kroatien | 3 - 0 | Färöarna | 25-8, 25-10, 25-15                |
| 20 augusti 2022 Sala Polivalentă, Piatra Neamț Speltid: 1h:12 - Åskådare: 400    | Rumänien | 3 - 0 | Israel   | 25-16, 25-13, 25-10               |
| 24 augusti 2022 Enerbox Sport Palace, Hadera Speltid: 2h:15 - Åskådare: 250      | Israel   | 1 - 3 | Kroatien | 28-26, 20-25, 29-31, 16-25        |
| 24 augusti 2022 Tórshavnar Ittrottar, Tórshavn Speltid: 1h:00 - Åskådare: 90     | Färöarna | 0 - 3 | Rumänien | 18-25, 10-25, 11-25               |
| 28 augusti 2022 Nastavno-Sportska DGV, Osijek Speltid: 1h:39 - Åskådare: 900     | Kroatien | 3 - 1 | Rumänien | 25-27, 25-21, 25-20, 25-17        |
| 27 augusti 2022 Enerbox Sport Palace, Hadera Speltid: 1h:09 - Åskådare: 140      | Israel   | 3 - 0 | Färöarna | 25-12, 25-15, 25-16               |
| 4 september 2022 Tórshavnar Ittrottar, Tórshavn Speltid: 1h:00 - Åskådare: 160   | Färöarna | 0 - 3 | Israel   | 9-25, 11-25, 15-25                |
| 3 september 2022 Sala Polivalentă, Piatra Neamț Speltid: 1h:42 - Åskådare: 1 250 | Rumänien | 3 - 1 | Kroatien | 19-25, 25-21, 25-19, 25-18        |
| 7 september 2022 Nastavno-Sportska DGV, Osijek Speltid: 2h:15 - Åskådare: 1 000  | Kroatien | 3 - 2 | Israel   | 25-22, 22-25, 23-25, 26-24, 15-9  |
| 7 september 2022 Sala Polivalentă, Piatra Neamț Speltid: 1h:00 - Åskådare: 215   | Rumänien | 3 - 0 | Färöarna | 25-13, 25-6, 25-15                |
| 11 september 2022 Tórshavnar Ittrottar, Tórshavn Speltid: 0h:56 - Åskådare: 111  | Färöarna | 0 - 3 | Kroatien | 10-25, 6-25, 13-25                |
| 11 september 2022 Enerbox Sport Palace, Hadera Speltid: 2h:04 - Åskådare: 230    | Israel   | 2 - 3 | Rumänien | 25-22, 15-25, 21-25, 25-23, 10-15 |

#### Sluttabell
| Pos. | Lag      | Pt | G | V | P | VS | FS | Kvot  | VP  | FP  | Kvot  |
| ---- | -------- | -- | - | - | - | -- | -- | ----- | --- | --- | ----- |
| 1.   | Rumänien | 14 | 6 | 5 | 1 | 16 | 6  | 2,667 | 514 | 391 | 1,315 |
| 2.   | Kroatien | 14 | 6 | 5 | 1 | 16 | 7  | 2,286 | 551 | 439 | 1,255 |
| 3.   | Israel   | 8  | 6 | 2 | 4 | 11 | 12 | 0,917 | 483 | 481 | 1,004 |
| 4.   | Färöarna | 0  | 6 | 0 | 6 | 0  | 18 | 0,000 | 213 | 450 | 0,473 |

      Kvalificerade för EM 2023.

### Grupp B

#### Resultat
| 20 augusti 2022 Sportovní hala Mír, Tábor Speltid: 1h:05 - Åskådare: 700          | Tjeckien   | 3 - 0 | Island     | 25-14, 25-5, 25-17         |
| 21 augusti 2022 Sportski centar Ada, Pljevlja Speltid: 1h:40 - Åskådare: 990      | Montenegro | 1 - 3 | Finland    | 25-23, 12-25, 14-25, 24-26 |
| 24 augusti 2022 Seinäjoki Areena, Seinäjoki Speltid: 1h:26 - Åskådare: 1 850      | Finland    | 0 - 3 | Tjeckien   | 24-26, 20-25, 23-25        |
| 7 september 2022 Íþróttahúsið Digranes, Kópavogur Speltid: 1h:15 - Åskådare: 150  | Island     | 0 - 3 | Montenegro | 23-25, 20-25, 11-25        |
| 27 augusti 2022 Sportovní hala Mír, Tábor Speltid: 1h:14 - Åskådare: 800          | Tjeckien   | 3 - 0 | Montenegro | 25-14, 25-17, 25-21        |
| 27 augusti 2022 Salohalli, Salo Speltid: 1h:07 - Åskådare: 656                    | Finland    | 3 - 0 | Island     | 25-19, 25-16, 25-13        |
| 3 september 2022 Íþróttahúsið Digranes, Kópavogur Speltid: 1h:04 - Åskådare: 250  | Island     | 0 - 3 | Finland    | 15-25, 12-25, 19-25        |
| 4 september 2022 Sportski centar Ada, Pljevlja Speltid: 1h:47 - Åskådare: 900     | Montenegro | 1 - 3 | Tjeckien   | 14-25, 26-24, 22-25, 14-25 |
| 7 september 2022 Sportovní hala Mír, Tábor Speltid: 1h:20 - Åskådare: 1 000       | Tjeckien   | 3 - 0 | Finland    | 25-19, 25-18, 25-21        |
| 24 augusti 2022 Sportski centar Ada, Pljevlja Speltid: 1h:01 - Åskådare: 900      | Montenegro | 3 - 0 | Island     | 25-7, 25-18, 25-17         |
| 11 september 2022 Íþróttahúsið Digranes, Kópavogur Speltid: 0h:59 - Åskådare: 150 | Island     | 0 - 3 | Tjeckien   | 15-25, 10-25, 8-25         |
| 10 september 2022 Motonet Areena, Joensuu Speltid: 1h:51 - Åskådare: 1 234        | Finland    | 3 - 1 | Montenegro | 25-17, 25-20, 27-29, 25-18 |

#### Sluttabell
| Pos. | Lag        | Pt | G | V | P | VS | FS | Kvot   | VP  | FP  | Kvot  |
| ---- | ---------- | -- | - | - | - | -- | -- | ------ | --- | --- | ----- |
| 1.   | Tjeckien   | 18 | 6 | 6 | 0 | 18 | 1  | 18,000 | 475 | 322 | 1,475 |
| 2.   | Finland    | 12 | 6 | 4 | 2 | 12 | 8  | 1,500  | 476 | 404 | 1,178 |
| 3.   | Montenegro | 6  | 6 | 2 | 4 | 9  | 12 | 0,750  | 437 | 471 | 0,928 |
| 4.   | Island     | 0  | 6 | 0 | 6 | 0  | 18 | 0,000  | 259 | 450 | 0,576 |

      Kvalificerade för EM 2023.

### Grupp C

#### Resultat
| 20 augusti 2022 Sportovní hala Klimeška, Kutná Hora Speltid: 1h:07 - Åskådare: 55             | Ukraina  | 3 - 0 | Cypern   | 25-17, 25-14, 25-9                |
| 20 augusti 2022 Pavilhão Municipal Santo Tirso, Santo Tirso Speltid: 1h:12 - Åskådare: 650    | Portugal | 0 - 3 | Ungern   | 18-25, 18-25, 14-25               |
| 24 augusti 2022 Riz Levente Sport, Budapest Speltid: 1h:25 - Åskådare: 700                    | Ungern   | 2 - 3 | Ukraina  | 25-23, 16-25, 16-25, 28-26, 12-15 |
| 24 augusti 2022 Palazzetto dello sport Eleftheria, Nicosia Speltid: 1h:18 - Åskådare: 400     | Cypern   | 0 - 3 | Portugal | 11-25, 22-25, 20-25               |
| 28 augusti 2022 Sportovní hala Mír, Tábor Speltid: 1h:18 - Åskådare: 100                      | Ukraina  | 3 - 0 | Portugal | 25-17, 25-21, 25-8                |
| 27 augusti 2022 Riz Levente Sport, Budapest Speltid: 1h:07 - Åskådare: 150                    | Ungern   | 3 - 0 | Cypern   | 25-13, 25-10, 25-17               |
| 3 september 2022 Palazzetto dello sport Eleftheria, Nicosia Speltid: 1h:03 - Åskådare: 100    | Cypern   | 0 - 3 | Ungern   | 13-25, 19-25, 7-25                |
| 4 september 2022 Pavilhão Municipal Santo Tirso, Santo Tirso Speltid: 1h:13 - Åskådare: 1 090 | Portugal | 0 - 3 | Ukraina  | 21-25, 16-25, 12-25               |
| 7 september 2022 Sportovní hala Klimeška, Kutná Hora Speltid: 2h:26 - Åskådare: 70            | Ukraina  | 3 - 0 | Ungern   | 25-16, 25-15, 25-16               |
| 7 september 2022 Pavilhão Municipal Santo Tirso, Santo Tirso Speltid: 1h:03 - Åskådare: 422   | Portugal | 3 - 0 | Cypern   | 25-16, 25-10, 25-13               |
| 10 september 2022 Palazzetto dello sport Eleftheria, Nicosia Speltid: 1h:05 - Åskådare: 120   | Cypern   | 0 - 3 | Ukraina  | 15-25, 14-25, 17-25               |
| 10 september 2022 Városi Sportcsarnok, Békéscsaba Speltid: 1h:12 - Åskådare: 1 600            | Ungern   | 3 - 0 | Portugal | 25-16, 25-17, 25-17               |

#### Sluttabell
| Pos. | Lag      | Pt | G | V | P | VS | FS | Kvot  | VP  | FP  | Kvot  |
| ---- | -------- | -- | - | - | - | -- | -- | ----- | --- | --- | ----- |
| 1.   | Ukraina  | 17 | 6 | 6 | 0 | 18 | 2  | 9,000 | 489 | 325 | 1,505 |
| 2.   | Ungern   | 13 | 6 | 4 | 2 | 14 | 6  | 2,333 | 444 | 368 | 1,207 |
| 3.   | Portugal | 6  | 6 | 2 | 4 | 6  | 12 | 0,500 | 345 | 392 | 0,880 |
| 4.   | Cypern   | 0  | 6 | 0 | 6 | 0  | 18 | 0,000 | 257 | 450 | 0,571 |

      Kvalificerade för EM 2023.

### Grupp D

#### Resultat
| 10 september 2022 Športna Dvorana Ljudski Vrt, Maribor Speltid: 1h:04 - Åskådare: 200 | Slovenien    | 3 - 0 | Georgien     | 25-18, 25-16, 25-20              |
| 28 augusti 2022 Hemmaplan dello sport A.Y.S., Baku Speltid: 1h:10 - Åskådare: 980     | Azerbajdzjan | 3 - 0 | Österrike    | 25-19, 25-19, 25-13              |
| 24 augusti 2022 Raiffeisen Sportpark, Graz Speltid: 2h:02 - Åskådare: 756             | Österrike    | 2 - 3 | Slovenien    | 17-25, 25-14, 19-25, 29-27, 9-15 |
| 24 augusti 2022 New Volleyball Arena, Tbilisi Speltid: 0h:56 - Åskådare: 370          | Georgien     | 0 - 3 | Azerbajdzjan | 14-25, 14-25, 7-25               |
| 7 september 2022 Športna Dvorana Ljudski Vrt, Maribor Speltid: 1h:34 - Åskådare: 100  | Slovenien    | 3 - 1 | Azerbajdzjan | 25-16, 25-18, 19-25, 25-15       |
| 7 september 2022 Sportmittelschule Linz, Linz Speltid: 1h:02 - Åskådare: 453          | Österrike    | 3 - 0 | Georgien     | 25-10, 25-19, 25-16              |
| 3 september 2022 New Volleyball Arena, Tbilisi Speltid: 1h:11 - Åskådare: 425         | Georgien     | 0 - 3 | Österrike    | 17-25, 18-25, 18-25              |
| 3 september 2022 Hemmaplan dello sport A.Y.S., Baku Speltid: 1h:36 - Åskådare: 600    | Azerbajdzjan | 1 - 3 | Slovenien    | 11-25, 25-19, 18-25, 21-25       |
| 20 augusti 2022 Dvorana Tabor, Maribor Speltid: 1h:25 - Åskådare: 700                 | Slovenien    | 3 - 0 | Österrike    | 25-21, 25-12, 28-26              |
| 20 augusti 2022 Hemmaplan dello sport A.Y.S., Baku Speltid: 1h:12 - Åskådare: 616     | Azerbajdzjan | 3 - 0 | Georgien     | 28-26, 25-11, 25-20              |
| 27 augusti 2022 New Volleyball Arena, Tbilisi Speltid: 1h:06 - Åskådare: 270          | Georgien     | 0 - 3 | Slovenien    | 17-25, 12-25, 23-25              |
| 10 september 2022 Multiversum Schwechat, Schwechat Speltid: 1h:40 - Åskådare: 516     | Österrike    | 1 - 3 | Azerbajdzjan | 14-25, 20-25, 25-23, 15-25       |

#### Sluttabell
| Pos. | Lag          | Pt | G | V | P | VS | FS | Kvot  | VP  | FP  | Kvot  |
| ---- | ------------ | -- | - | - | - | -- | -- | ----- | --- | --- | ----- |
| 1.   | Slovenien    | 17 | 6 | 6 | 0 | 18 | 4  | 4,500 | 522 | 413 | 1,264 |
| 2.   | Azerbajdzjan | 12 | 6 | 4 | 2 | 14 | 7  | 2,000 | 475 | 405 | 1,173 |
| 3.   | Österrike    | 7  | 6 | 2 | 4 | 9  | 12 | 0,750 | 433 | 455 | 0,952 |
| 4.   | Georgien     | 0  | 6 | 0 | 6 | 0  | 18 | 0,000 | 296 | 453 | 0,653 |

      Kvalificerade för EM 2023.

### Grupp E

#### Resultat
| 20 augusti 2022 Aréna Poprad, Poprad Speltid: 1h:11 - Åskådare: 375                   | Slovakien | 3 - 0 | Lettland  | 25-10, 25-12, 25-21               |
| 20 augusti 2022 Lillebeltshallen, Middelfart Speltid: 1h:07 - Åskådare: 215           | Danmark   | 0 - 3 | Spanien   | 17-25, 16-25, 19-25               |
| 24 augusti 2022 Palacio de Deportes de Gijón, Gijón Speltid: 1h:47 - Åskådare: 1 600  | Spanien   | 3 - 1 | Slovakien | 25-23, 25-18, 13-25, 25-15        |
| 24 augusti 2022 Zemgales Olimpiskais centrs, Jelgava Speltid: 2h:05 - Åskådare: 450   | Lettland  | 3 - 2 | Danmark   | 25-21, 25-23, 17-25, 20-25, 16-14 |
| 27 augusti 2022 Aréna Poprad, Poprad Speltid: 0h:59 - Åskådare: 600                   | Slovakien | 3 - 0 | Danmark   | 25-8, 25-13, 25-13                |
| 27 augusti 2022 Complejo Deportivo Avilés, Avilés Speltid: 1h:37 - Åskådare: 850      | Spanien   | 3 - 1 | Lettland  | 25-17, 25-15, 22-25, 25-20        |
| 4 september 2022 Olimpiskais sporta centrs, Riga Speltid: 1h:02 - Åskådare: 600       | Lettland  | 0 - 3 | Spanien   | 14-25, 15-25, 16-25               |
| 4 september 2022 Spar Nord Arena, Køge Speltid: 1h:05 - Åskådare: 160                 | Danmark   | 0 - 3 | Slovakien | 20-25, 14-25, 8-25                |
| 7 september 2022 Aréna Poprad, Poprad Speltid: 1h:25 - Åskådare: 2 250                | Slovakien | 3 - 0 | Spanien   | 27-25, 25-13, 25-21               |
| 7 september 2022 Spar Nord Arena, Køge Speltid: 1h:18 - Åskådare: 112                 | Danmark   | 3 - 0 | Lettland  | 25-17, 25-17, 26-24               |
| 11 september 2022 Olimpiskais sporta centrs, Riga Speltid: 0h:59 - Åskådare: 400      | Lettland  | 0 - 3 | Slovakien | 10-25, 14-25, 9-25                |
| 11 september 2022 Pabellón Pedro Ferrándiz, Alicante Speltid: 1h:19 - Åskådare: 4 300 | Spanien   | 3 - 0 | Danmark   | 25-16, 25-21, 25-22               |

#### Sluttabell
| Pos. | Lag       | Pt | G | V | P | VS | FS | Kvot  | VP  | FP  | Kvot  |
| ---- | --------- | -- | - | - | - | -- | -- | ----- | --- | --- | ----- |
| 1.   | Slovakien | 15 | 6 | 5 | 1 | 16 | 3  | 5,333 | 458 | 299 | 1,532 |
| 2.   | Spanien   | 15 | 6 | 5 | 1 | 15 | 5  | 3,000 | 469 | 391 | 1,199 |
| 3.   | Danmark   | 4  | 6 | 1 | 5 | 5  | 15 | 0,333 | 371 | 461 | 0,805 |
| 4.   | Lettland  | 2  | 6 | 1 | 5 | 4  | 17 | 0,235 | 359 | 506 | 0,709 |

      Kvalificerade för EM 2023.

### Grupp F

#### Resultat
| 20 augusti 2022 Centro sportivo nazionale Mikra, Kalamaria Speltid: 1h:21 - Åskådare: 800    | Grekland                | 3 - 0 | Schweiz                 | 25-17, 26-24, 25-23        |
| 9 september 2022 SD Goran Čengić, Sarajevo Speltid: 0h:57 - Åskådare: 1 050                  | Norge                   | 0 - 3 | Bosnien och Hercegovina | 8-25, 6-25, 14-25          |
| 24 augusti 2022 SD Goran Čengić, Sarajevo Speltid: 1h:12 - Åskådare: 1 040                   | Bosnien och Hercegovina | 0 - 3 | Grekland                | 13-25, 20-25, 19-25        |
| 24 augusti 2022 Betoncoupe Arena, Schönenwerd Speltid: 0h:57 - Åskådare: 750                 | Schweiz                 | 3 - 0 | Norge                   | 25-10, 25-9, 25-21         |
| 27 augusti 2022 Centro sportivo nazionale Mikra, Kalamaria Speltid: 1h:04 - Åskådare: 1 200  | Grekland                | 3 - 0 | Norge                   | 25-12, 25-16, 25-11        |
| 27 augusti 2022 SD Goran Čengić, Sarajevo Speltid: 1h:40 - Åskådare: 1 000                   | Bosnien och Hercegovina | 3 - 1 | Schweiz                 | 25-19, 25-20, 26-28, 25-23 |
| 3 september 2022 Betoncoupe Arena, Schönenwerd Speltid: 1h:45 - Åskådare: 950                | Schweiz                 | 1 - 3 | Bosnien och Hercegovina | 25-22, 22-25, 11-25, 25-27 |
| 3 september 2022 Tromsøhallen, Tromsø Speltid: 1h:05 - Åskådare: 485                         | Norge                   | 0 - 3 | Grekland                | 7-25, 11-25, 20-25         |
| 7 september 2022 Centro sportivo nazionale Mikra, Kalamaria Speltid: 1h:22 - Åskådare: 1 000 | Grekland                | 0 - 3 | Bosnien och Hercegovina | 21-25, 22-25, 20-25        |
| 7 september 2022 Tromsøhallen, Tromsø Speltid: 1h:06 - Åskådare: 476                         | Norge                   | 0 - 3 | Schweiz                 | 18-25, 17-25, 20-25        |
| 11 september 2022 Betoncoupe Arena, Schönenwerd Speltid: 1h:44 - Åskådare: 700               | Schweiz                 | 3 - 1 | Grekland                | 31-29, 23-25, 25-16, 25-15 |
| 10 september 2022 SD Goran Čengić, Sarajevo Speltid: 1h:06 - Åskådare: 1 075                 | Bosnien och Hercegovina | 3 - 0 | Norge                   | 25-17, 25-19, 25-12        |

#### Sluttabell
| Pos. | Lag                     | Pt | G | V | P | VS | FS | Kvot  | VP  | FP  | Kvot  |
| ---- | ----------------------- | -- | - | - | - | -- | -- | ----- | --- | --- | ----- |
| 1.   | Bosnien och Hercegovina | 15 | 6 | 5 | 1 | 15 | 5  | 3,000 | 477 | 387 | 1,233 |
| 2.   | Grekland                | 12 | 6 | 4 | 2 | 13 | 6  | 2,167 | 449 | 372 | 1,207 |
| 3.   | Schweiz                 | 9  | 6 | 3 | 3 | 11 | 10 | 1,100 | 491 | 456 | 1,077 |
| 4.   | Norge                   | 0  | 6 | 0 | 6 | 0  | 18 | 0,000 | 248 | 450 | 0,551 |

      Kvalificerade för EM 2023.

## Kvalificerade för mästerskapet
| Lag                     | Position    |
| ----------------------- | ----------- |
| Azerbajdzjan            | 2:a grupp D |
| Bosnien och Hercegovina | 1:a grupp F |
| Kroatien                | 2:a grupp A |
| Finland                 | 2:a grupp B |
| Grekland                | 2:a grupp F |
| Tjeckien                | 1:a grupp B |
| Rumänien                | 1:a grupp A |
| Slovakien               | 1:a grupp E |
| Slovenien               | 1:a grupp D |
| Spanien                 | 2:a grupp E |
| Ukraina                 | 1:a grupp C |
| Ungern                  | 2:a grupp C |